# Kelia Moniz
Kelia Moniz (* 5. Februar 1993 auf Oʻahu, Hawaii), von Freunden und Familie auch „Sister“ genannt, ist eine hawaiianische Surferin, zweifache WSL-Weltmeisterin im Longboard-Surfen und Model bei Roxy.

## Leben
Moniz wuchs in einer Surfer-Familie mit vier Brüdern auf, wo sie zusammen mit ihren Geschwistern zu Hause von ihrer Mutter unterrichtet wurde, statt eine Schule zu besuchen. Ihr Vater Tony Moniz ist ein bekannter Big-Wave-Surfer und surfte 30 Jahre lang auf professionellem Niveau. Mit fünf Jahren begann Kelia Moniz, ohne Druck von ihrem Vater, aus eigener Motivation zu surfen, wobei sie erst im Alter von 10 Jahren ihr eigenes Surfbrett bekam.
Normalerweise surft Moniz Longboards; um aber mit ihren Brüdern mitzuhalten, lernte sie auch noch das Shortboard-Surfen. Mit 13 Jahren wurde sie als Shortboarderin bei Roxy unter Vertrag genommen, was aber nicht lange hielt und sie erst mit 16 wieder bei Roxy einsteigen konnte, diesmal als Longboarderin.
Ihren Übernamen „Sister“ bekam sie, weil sie zu all ihren Freunden wie eine Schwester ist, vermutet Moniz in einem Interview mit ESPN.

## Sponsoren
Ihre derzeitigen Sponsoren (Stand 15. Juli 2015) sind Roxy und GoPro.